# Magnétostatique

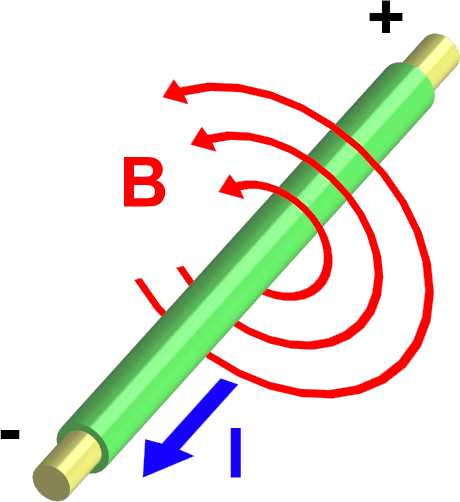
Champ magnétique créé par un courant électrique.

Champ magnétique créé par un aimant.

La magnétostatique est l’étude du magnétisme dans les situations où le champ magnétique est indépendant du temps.
Plus spécifiquement, la magnétostatique s’attache à calculer les champs magnétiques lorsque les sources de ces champs sont connues. Il existe deux sources possibles pour les champs magnétiques :
- d’une part les courants électriques ;
- d’autre part la matière aimantée.

## Relations locales

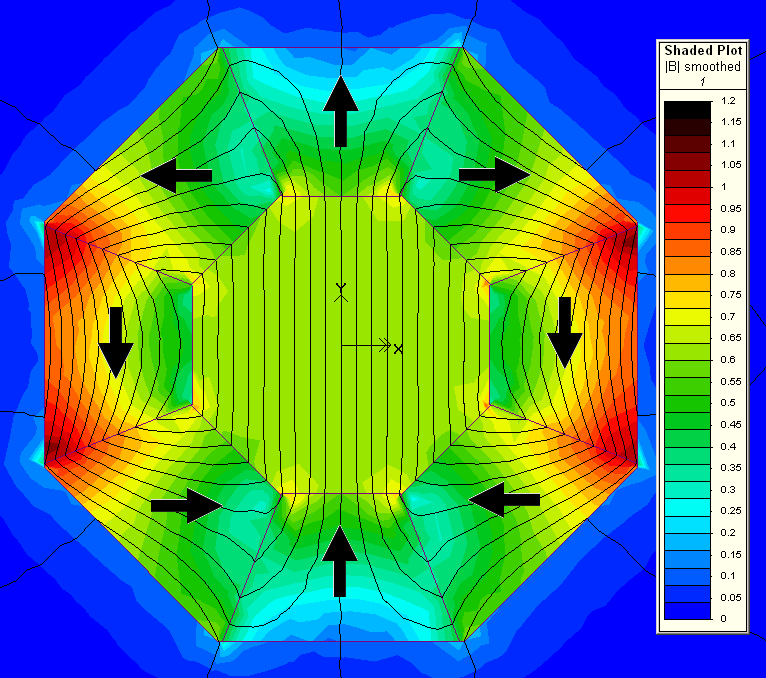
Champ magnétique créé par un assemblage d’aimants. Dans des situations complexes comme celle-ci, le champ est calculé en résolvant les équations de la magnétostatique à l’aide de méthodes numériques telles les différences finies ou les éléments finis.

Les relations fondamentales de la magnétostatique se déduisent des équations de Maxwell dans la matière en supprimant les dérivées par rapport au temps. Lorsqu’on supprime ces variations temporelles, les équations de l’électricité et du magnétisme se trouvent découplées, ce qui permet l’étude séparée de l’électrostatique et de la magnétostatique. Les relations fondamentales de la magnétostatique, écrites sous leur forme locale, sont :
{\displaystyle \nabla \cdot \mathbf {B} =0}
{\displaystyle \nabla \times \mathbf {H} =\mathbf {j} }
où
- B désigne le champ magnétique, appelé parfois aussi induction magnétique ou densité de flux magnétique ;
- H désigne l’excitation magnétique, appelée parfois aussi champ magnétique ;
- j est la densité de courant électrique ;
- ∇ est l’opérateur nabla, qui est utilisé ici pour écrire la divergence (∇⋅) et le rotationnel (∇×).

Il faut noter l'ambiguïté de l’expression champ magnétique qui peut, suivant le contexte, désigner B ou H. Dans la suite de l’article, nous désignerons les champs explicitement par B ou H à chaque fois qu’il sera important de faire la distinction.
Aux relations ci-dessus, il faut ajouter celle qui relie B et H :
{\displaystyle \mathbf {B} =\mu _{0}\,(\mathbf {H} +\mathbf {M} )}
où
- M est l’aimantation du milieu considéré ;
- μ0 est une constante fondamentale appelée perméabilité magnétique du vide.

On voit que la distinction entre B et H n’est vraiment utile que dans les milieux aimantés (où M ≠ 0). L’aimantation étant supposée connue, la relation ci-dessus permet de calculer très simplement B en fonction de H et réciproquement. Par conséquent, à chaque fois qu’on voudra calculer un champ magnétique, on pourra choisir de calculer indifféremment B ou H, l’autre s’en déduisant immédiatement. Ces deux choix correspondent à deux approches des calculs magnétostatiques :
- l’approche ampérienne ;
- l’approche coulombienne.

## Approche ampérienne
L’approche ampérienne s’attache au calcul de B. Elle est actuellement privilégiée dans l’enseignement car elle est proche de l’électromagnétisme dans le vide. Les équations à résoudre sont :
{\displaystyle \nabla \cdot \mathbf {B} =0}
{\displaystyle \nabla \times \mathbf {B} =\mu _{0}\,(\mathbf {j} +\nabla \times \mathbf {M} )}.
On peut remarquer que le terme ∇×M dans la deuxième équation agit comme un courant supplémentaire, ce qui lui a valu d’être interprété comme une densité de courant microscopique (appelée courant lié) découlant du mouvement des électrons dans leurs orbites atomiques. Cette interprétation classique d’un phénomène quantique a cependant ses limites : si elle décrit assez bien le magnétisme découlant du moment cinétique orbital, elle ne rend pas bien compte de celui lié au spin des électrons.
En pratique, l’approche ampérienne est privilégiée dans les situations où il n’y a pas de matière aimantée et le champ est dû exclusivement au courant. Nous nous placerons par la suite dans ce cas où on a alors ∇×B = μ0 j. Pour retrouver le cas général (en présence de matière aimantée) il suffit de remplacer j par j + ∇×M.

### Courants liés de surface
Il arrive souvent qu’on ait affaire à des systèmes présentant des surfaces où l’aimantation est discontinue. Par exemple, si un aimant avec aimantation uniforme est plongé dans le vide, l’aimantation à la surface de l’aimant passe de façon discontinue d’une valeur finie (à l’intérieur) à zéro (à l’extérieur). Dans ce cas, la densité de courant lié ∇×M peut être infinie. Dans un tel cas on remplace à la surface la densité volumique de courant lié par une densité surfacique :
{\displaystyle \mathbf {j} _{ms}=(\mathbf {M} _{1}-\mathbf {M} _{2})\times \mathbf {n} _{12}}
où M1 et M2 sont les aimantations de chaque côté de la surface de discontinuité et n12 est le vecteur unitaire normal à cette surface, orienté de 1 vers 2. L’effet sur le champ de ce courant surfacique est d’induire une discontinuité de B :
{\displaystyle \Delta \mathbf {B} =\mu _{0}\,\Delta \mathbf {M} _{\parallel }}
où
- ΔM et ΔB représentent les discontinuités de M et B (comptées dans le même sens) ;
- ΔM∥ représente la partie de ΔM qui est parallèle à la surface.

Cette discontinuité n’affecte que la partie de B parallèle à la surface. La partie normale de B reste quant à elle continue.

### Relations intégrales
Deux relations intéressantes peuvent être obtenues en appliquant le théorème de Stokes aux relations locales. La relation ∇⋅B = 0 nous donne :
{\displaystyle \int \!\!\!\!\!\!\!\subset \!\supset \!\!\!\!\!\!\!\int _{S}\mathbf {B} \mathrm {d} \mathbf {S} =0}
où l’intégrale, qui s’étend sur une surface fermée S, est le flux sortant de B. Il s’agit du théorème de flux-divergence. L’autre relation s’obtient en intégrant ∇×B = μ0j sur une surface ouverte S :
{\displaystyle \oint _{\!\!\!\!\partial S}\mathbf {B} \mathrm {d} \mathbf {l} =\mu _{0}\iint _{S}\mathbf {j} \mathrm {d} \mathbf {S} }
où l’intégrale de gauche est la circulation de B sur le contour de S. Cette relation est connue sous le nom de théorème d'Ampère. Le membre de droite s’interprète simplement comme le courant traversant la surface.
Ces relations intégrales permettent souvent de calculer B simplement dans les situations de haute symétrie.

#### Exemple
Soit à calculer le champ créé par un conducteur rectiligne infini. Des considérations de symétrie donnent l’orientation du champ : celui-ci tourne dans des plans perpendiculaires au fil conducteur. Son module peut être calculé en appliquant le théorème d’Ampère à la surface S délimitée par une ligne de champ de rayon a :
{\displaystyle \oint _{\!\!\!\!\partial S}\mathbf {B} \mathrm {d} \mathbf {l} =2\,\pi \,a\,B=\mu _{0}\,I}
où I est le courant transporté par le fil. On en déduit le module de B :
{\displaystyle B={\frac {\mu _{0}\,I}{2\,\pi \,a}}}.
On voit que le champ décroît en proportion inverse de la distance au fil.

### Potentiel vecteur
La divergence de B étant nulle, on peut faire dériver B d’un potentiel vecteur A :
{\displaystyle \mathbf {B} =\nabla \times \mathbf {A} }.
Pour assurer l’unicité de A, on le contraint en général à respecter la jauge de Coulomb :
{\displaystyle \nabla \cdot \mathbf {A} =0}.
Moyennant quoi, A est solution de l’équation de Poisson :
{\displaystyle \nabla ^{2}\mathbf {A} +\mu _{0}\,\mathbf {j} =\mathbf {0} }.

### Solution intégrale
On peut montrer que A est donné par l’intégrale
{\displaystyle \mathbf {A} ={\frac {\mu _{0}}{4\,\pi }}\iiint {\frac {\mathbf {j} }{r}}\mathrm {d} v}
où l’intégrale s’étend à tout l’espace (ou du moins aux zones où j ≠ 0) et :
- r désigne la distance entre le point courant de l’intégrale et celui où A est calculé ;
- dv est l’élément de volume.

De la même manière, B est donné par :
{\displaystyle \mathbf {B} ={\frac {\mu _{0}}{4\,\pi }}\iiint {\frac {\mathbf {j} \times \mathbf {r} }{r^{3}}}\mathrm {d} v}
où :
- r est le vecteur allant du point courant de l’intégrale à celui où B est calculé ;
- r est le module de r.

Cette dernière relation est connue sous le nom de loi de Biot et Savart.
Dans le cas où il y a de la matière aimantée, il faut bien sûr tenir compte des courants liés en remplaçant j par j + ∇×M. En présence de courants liés de surface, il faut ajouter aux intégrales de volume des intégrales de surface qui se déduisent des précédentes par la substitution
{\displaystyle \nabla \times \mathbf {M} \,\mathrm {d} v\longmapsto \mathbf {j} _{ms}\,\mathrm {d} S}
Une situation rencontrée couramment est celle où le courant circule dans un circuit filiforme, et où on néglige la section du fil. Dans ce cas, les intégrales volumiques pour A et B sont remplacées par des intégrales linéiques le long du fil moyennant la substitution
{\displaystyle \mathbf {j} \,\mathrm {d} v\longmapsto I\,\mathrm {d} \mathbf {l} }
où I est le courant dans le fil et dl l’élément de longueur, orienté selon I.

#### Exemples
Fil infini :

Lignes de champ autour d'une spire de courant.

On peut reprendre l’exemple précédent et calculer le champ créé par un fil infini avec la loi de Biot et Savart :
{\displaystyle B={\frac {\mu _{0}\,I}{4\,\pi }}\int \cos(\theta ){\frac {\mathrm {d} l}{r^{2}}}={\frac {\mu _{0}I}{4\,\pi }}\int {\frac {1}{a}}\mathrm {d} (\sin(\theta ))={\frac {\mu _{0}\,I}{2\,\pi \,a}}}.
Autres exemples :
- Champ créé sur l’axe d’une spire circulaire de rayon R :

{\displaystyle B={\frac {\mu _{0}\,I}{2}}{\frac {R^{2}}{(R^{2}+z^{2})^{3/2}}}}
- Champ créé par un solénoïde infiniment long :

{\displaystyle B=\mu _{0}\,n_{1}\,I} à intérieur du solénoïde, le champ étant nul à l’extérieur. La quantité n1 désigne le nombre de spires par unité de longueur.

## Approche coulombienne

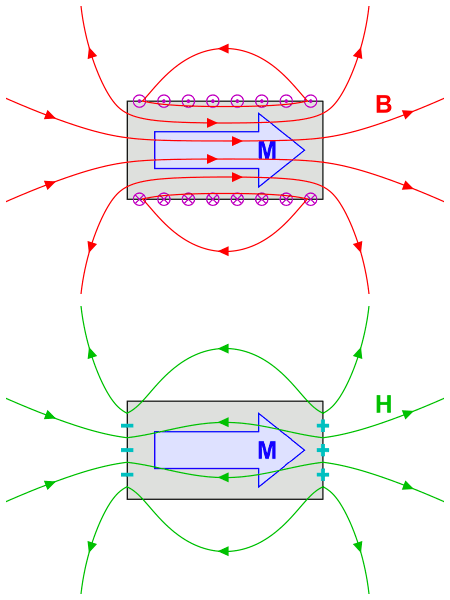
Champs magnétiques B et H créés par un barreau uniformément aimanté. L’aimantation est en bleu. En haut : dans l’approche ampérienne, les courants liés ∇×M (en mauve) créent un champ B (en rouge) similaire au champ créé par une bobine. En bas : dans l’approche coulombienne, les charges magnétiques -∇⋅M (les pôles de l’aimant, en cyan) créent un champ H (en vert) similaire au champ électrique dans un condensateur plan. Les champs B et H sont identiques à l’extérieur de l’aimant mais diffèrent à l’intérieur.

Dans l’approche coulombienne on s’attache au calcul de H. Cette approche trouve ses racines dans les travaux de Coulomb sur les forces engendrées par les pôles des aimants. Elle est encore couramment employée par les magnéticiens. Il s’agit de résoudre les équations pour H :
{\displaystyle \nabla \cdot \mathbf {H} =\rho _{m}}
{\displaystyle \nabla \times \mathbf {H} =\mathbf {j} }
où on a défini
{\displaystyle \rho _{m}=-\nabla \cdot \mathbf {M} }.
Par analogie avec l’électrostatique, ρm est appelé densité de charge magnétique. Il faut remarquer qu’à la différence des charges électriques, les charges magnétiques ne peuvent être isolées. Le théorème de flux-divergence montre en effet que la charge magnétique totale d’un échantillon de matière est nulle. Un aimant a donc toujours autant de charge positive (pôle nord) que négative (pôle sud).

### Charges magnétiques de surface
En pratique, la charge magnétique se trouve souvent sous forme de charge surfacique localisée sur les surfaces de l’aimant. Cette charge surfacique découle des discontinuités de la composante de M normale à la surface, où -∇⋅M est localement infini. Les surfaces ainsi chargées sont appelées pôles de l’aimant. La surface chargée positivement est le pôle nord, celle chargée négativement est le pôle sud. Sur ces surfaces, on remplace la densité volumique de charge par une densité surfacique :
{\displaystyle \sigma _{m}=(\mathbf {M} _{1}-\mathbf {M} _{2})\cdot \mathbf {n} _{12}}.
Cette charge surfacique a pour effet d’induire une discontinuité de H :
{\displaystyle \Delta \mathbf {H} =-\Delta \mathbf {M} _{\perp }}
où ΔM⟂ est la partie de ΔM qui est normale à la surface. Cette discontinuité n’affecte que la partie de H normale à la surface. La partie parallèle de H reste quant à elle continue.

### Relations intégrales
Comme dans le cas de B, ces relations découlent de l’application du théorème de Stokes aux relations locales. Elles permettent aussi de calculer H dans des cas de haute symétrie. L’intégration de ∇⋅H = ρm sur un volume fini V donne :
{\displaystyle \int \!\!\!\!\!\!\!\subset \!\supset \!\!\!\!\!\!\!\int _{\partial V}\mathbf {H} \mathrm {d} \mathbf {S} =\iiint _{V}\rho _{m}\mathrm {d} v}
où l’intégrale de gauche, qui s’effectue sur la surface délimitant V, est le flux sortant de H. Le membre de droite n’est autre que la charge totale contenue dans le volume. L’autre relation s’obtient en intégrant ∇×H = j sur une surface ouverte S :
{\displaystyle \oint _{\!\!\!\!\partial S}\mathbf {H} \mathrm {d} \mathbf {l} =\iint _{S}\mathbf {j} \mathrm {d} \mathbf {S} }
où l’intégrale de gauche est la circulation de H sur le contour de S. Ceci est une version du théorème d'Ampère écrite pour H.
En pratique, l’approche coulombienne est privilégiée dans les situations où le champ est engendré exclusivement par de la matière aimantée (des aimants), en l’absence de courants électriques. Nous nous placerons par la suite dans ce cas où on a ∇×H = 0. Dans le cas général où il y aurait à la fois des courants et des aimants, on calculerait séparément la contribution à H provenant des courants (par une approche ampérienne) et celle provenant des aimants (par l’approche coulombienne).

### Potentiel scalaire
Puisqu’on a supposé ∇×H = 0 (pas de courants), on peut faire dériver H d’un potentiel scalaire φ par :
{\displaystyle \mathbf {H} =-\nabla \phi }
moyennant quoi φ est solution de l’équation de Poisson :
{\displaystyle \nabla ^{2}\phi +\rho _{m}=0}.
Le fait que H dérive d’un potentiel scalaire alors que B dérive d’un potentiel vecteur vaut souvent à l’approche coulombienne la faveur des numériciens.

### Solution intégrale
On montre, de même qu’en électrostatique, que φ et H sont donnés par les intégrales :
{\displaystyle \phi ={\frac {1}{4\pi }}\iiint {\frac {\rho _{m}}{r}}\mathrm {d} v}
{\displaystyle \mathbf {H} ={\frac {1}{4\pi }}\iiint \rho _{m}{\frac {\mathbf {r} }{r^{3}}}~\mathrm {d} v}.
Dans le cas, fréquent, où il y a des charges de surface, il faut ajouter à ces intégrales des contributions de surface qui s’obtiennent par la substitution :
{\displaystyle \rho _{m}\,\mathrm {d} v\longmapsto \sigma _{m}\,\mathrm {d} S}.